# Tanta Sports Club
Il Tanta Sports Club  (in arabo نادي طنطا الرياضي‎?) è una società calcistica egiziana di Tanta, fondata il 5 giugno 1928. Milita nella Terza Divisione, la terza serie del campionato egiziano di calcio, e gioca le gare casalinghe allo stadio Tanta Club, sito nella città di Tanta. 
La compagine fu fondata nel 1928 e ha militato in prima divisione l'ultima volta nel 2018-2019, per poi subire due retrocessioni nei successivi due anni. 

## Organico

### Rosa 2021-2022
Aggiornata al 31 agosto 2021.
| N. |                   | Ruolo | Calciatore       |
| -- | ----------------- | ----- | ---------------- |
| 1  | Egitto (bandiera) | P     | Islam Tarek      |
| 3  | Egitto (bandiera) | D     | Mahmoud Shaker   |
| 4  | Egitto (bandiera) | D     | Mohamed El Ashry |
| 5  | Egitto (bandiera) | D     | Mahmoud Masoud   |
| 6  | Egitto (bandiera) | D     | Reda El-Azab     |
| 7  | Egitto (bandiera) | C     | Mohamed Gaber    |
| 10 | Egitto (bandiera) | A     | Mohamed Khafaga  |
| 13 | Egitto (bandiera) | A     | Mohamed Gouda    |

| N. |                   | Ruolo | Calciatore       |
| -- | ----------------- | ----- | ---------------- |
| 14 | Egitto (bandiera) | D     | Mahmoud Ghaly    |
| 15 | Niger (bandiera)  | C     | Minusu Buba      |
| 16 | Egitto (bandiera) | P     | Mohamed Sherif   |
| 23 | Egitto (bandiera) | C     | Mohamed El Morsy |
| 24 | Egitto (bandiera) | D     | Hany Adel        |
| 25 | Egitto (bandiera) | D     | Solim Abd Rabo   |
| 25 | Ghana (bandiera)  | C     | Joseph Bissah    |